# Raddādeh
Raddādeh är en ort i Iran.   Den ligger i provinsen Khuzestan, i den västra delen av landet, 500 km sydväst om huvudstaden Teheran. Raddādeh ligger 91 meter över havet och antalet invånare är 342.
Terrängen runt Raddādeh är mycket platt. Runt Raddādeh är det ganska tätbefolkat, med 96 invånare per kvadratkilometer. Närmaste större samhälle är Susa, 9,9 km söder om Raddādeh. Trakten runt Raddādeh består till största delen av jordbruksmark.